# Danny Pino
Daniel Gonzalo „Danny” Pino (ur. 15 kwietnia 1974 w Miami) – amerykański aktor telewizyjny, teatralny i filmowy, także scenarzysta.

## Życiorys

### Wczesne lata
Urodził się i wychowywał w Miami, na Florydzie, jako syn Kubańczyków. Swoje drugie imię odziedziczył po swoim dziadku, Pedro Gonzalo de Armasie. Uczęszczał do Rockway Middle School. W 1992 ukończył Miami Coral Park High School. W 1996 otrzymał dyplom ukończenia Florida International University, gdzie należał do braterstwa Sigma Phi Epsilon. W 2000 ukończył Tisch School of the Arts przy Uniwersytecie Nowojorskim.

### Kariera
Występował z Roxy Productions w Roxy Performing Arts Center w Miami. W 2002 na londyńskim West End grał rolę Kela w przedstawieniu Up for Grabs u boku Madonny. Wystąpił też w nowojorskich produkcjach Shakespeare Festival: Miarka za miarkę i Zimowa opowieść z udziałem Billy’ego Crudupa.
Swoją przygodę ekranową rozpoczął od występu w sitcomie Paramount Mężczyzna, kobieta i psy (Men, Women & Dogs, 2001–2002). W serialu Świat gliniarzy (The Shield, 2003) zagrał postać Armadillo Quintero, meksykańskiego lorda narkotykowego, gwałciciela i przywódcy gangu. Sympatię telewidzów zdobył w roli detektywa Scotty’ego Valensa w serialu CBS Dowody zbrodni (Cold Case, 2003–2010), za którą dwukrotnie był nominowany do ALMA Award (2008, 2009). Następnie dołączył do obsady w 13. sezonie serialu CBS Prawo i porządek: sekcja specjalna (2011–2015), grając postać detektywa Nicka Amaro, za którą w 2012 zdobył nominację do ALMA Award.
Na dużym ekranie można go było zobaczyć w dramacie Między (Between, 2005), dreszczowcu Proste kłamstwa (Rx, 2005) u boku Erika Balfoura, dramacie Andy’ego Garcii Hawana – miasto utracone (The Lost City, 2005) z udziałem Dustina Hoffmana i przygodowym dramacie familijnym Moja przyjaciółka Flicka (Flicka, 2006) z Marią Bello.

## Życie prywatne
W 2002 poślubił Lilly, mają dwóch synów – Lucę Daniela (ur. 15 lutego 2006 w Los Angeles) i Juliana Franco (ur. 5 czerwca 2007).

## Filmografia

### Seriale TV
- 2001–2002: Men, Women & Dogs jako Clay
- 2003: Świat gliniarzy (The Shield) jako Armadillo Quintero
- 2003–2010: Dowody zbrodni  (Cold Case) jako detektyw Scotty Valens
- 2007: Kryminalne zagadki Nowego Jorku (CSI: NY) jako detektyw Scotty Valens
- 2010: Tożsamość szpiega jako Adam Scott
- 2011–2015: Prawo i porządek: sekcja specjalna jako detektyw Nick Amaro
- 2014–2015: Chicago PD jako detektyw Nick Amaro
- 2016: BrainDead jako Luke Healy
- 2016: Skandal jako Alejandro Vargas
- 2018–2023: Mayans M.C. jako Miguel Galindo
- 2019: One Day at a Time jako Tito

### Filmy
- 2002: Punkt zapalny (Point of Origin, TV) jako Burn Victim
- 2003: Lucy (TV) jako Desi Arnaz
- 2004: NYPD 2069 (TV) jako Eddie Vega
- 2005: Hawana – miasto utracone  (The Lost City) jako Alberto Mora
- 2005: Between jako Victor
- 2005: Małe kłamstwa  (Rx) jako Leo
- 2008: Granice miłości (The Burning Plain) jako Santiago
- 2006: Flicka jako Jack
- 2009: Po drugiej stronie korytarza (Across the Hall) jako Terry
- 2010: Przekroczyć granicę (Across the Line: The Exodus of Charlie Wright) jako Gabriel Garza
- 2011: Metro (TV) jako Douglas Romero